# Проневич, Дмитрий Олегович
Дми́трий Оле́гович Проне́вич (укр. Дмитро Олегович Проневич; 19 ноября 1984, Дубно, Ровненская область) — украинский футболист, полузащитник

## Биография

### Клубная карьера
Родился в городе Дубно, в Ровенской области. В 1997 году вместе с семьёй переехал в Киев, начал заниматься в школе «Динамо». Два года выступал за «Динамо-3», во Второй лиге Украины. В 2001 году в составе «динамовцев» Проневич стал чемпионом Украины среди юношей 1984 года рождения, однако осенью переехал в Москву. В составе одной из местных юношеских команд Дмитрий принимал участие на турнире в Италии, где его заприметили селекционеры «Сампдории». Летом 2002 года перешёл в состав «Сампдории». В 2002 году Проневич выступал за молодёжную команду итальянской команды, однако закрепиться в составе команды не смог из-за лимита на легионеров ради итальянских молодых футболистов.
Позже выступал за: луганскую «Зарю», «Авангард» (Ровеньки), «Оболонь-2». В сезоне 2005/06 выступал за шотландские команды: «Килмарнок» и «Партик Тисл», но особого успеха не добился. Летом 2006 года вернулся на Украину в черкасский «Днепр». В сентябре 2007 года подписал контракт на один год со львовскими «Карпатами». Но он не нашёл общего языка с новым тренером «Карпат» Валерием Ярёмченко, когда он подписывал контракт тренером был Александр Ищенко. Контракт расторгли по соглашению сторон.
После всемирной студенческой Универсиады, где сборная Украины заняла первое место, а Дмитрий Проневич забил 4 гола в 5 матчах его пригласила итальянская «Дженоа». Но по регламенту ФИФА игрок может выступать только за два клуба в течение одного сезона, а он играл в черкасском «Днепре» и львовских «Карпатах». Поэтому даже если бы «Дженоа» подписала его, то он всё равно не смог бы выходить на поле.
Позже недолго играл за вьетнамский клуб «Донгтхап». В сентябре 2008 года подписал контракт с новичком Первой лиги Украины, «Княжей». В марте 2009 года переехал в Финляндию играть за клуб Вейккауслиги, «Мариехамн». В чемпионате Финляндии дебютировал 17 марта 2009 года в матче «Мариехамн» — «Тампере Юнайтед» (2:2). 14 июля 2013 года дебютировал за «Оболонь-Бровар» во Второй лиге.
Его последним профессиональным клубом в качестве игрока стал «Черкасский Днепр» в 2018 году. В дальнейшем играл за ряд любительских клубов.

### Карьера в сборной
В 2007 году выступал за сборную Украины на всемирной студенческой Универсиаде, где сборная Украины заняла первое место. Дмитрий Проневич забил 4 гола в 5 матчах, три из которых стали реализацией стандартных положений. В финале забил сборной Италии (1:0), после чего его приглашали в итальянскую команду «Дженоа». По итогам 2007 года стал лучшим футболистом всемирных летних студенческих игр в Таиланде. За эту победу игрокам сборной присвоили звания мастеров спорта международного класса и выдали денежную премию — тысячу долларов.

## Достижения
- Чемпион Украины среди юношей: 2001
- Победитель летней Универсиады: 2007

## Государственные награды
- Медаль «За труд и победу»(06.09.2007)[11]